# Patrocloides lapponicus
Patrocloides lapponicus là một loài tò vò trong họ Ichneumonidae.